# Mémorandums de Budapest
Les mémorandums de Budapest sont trois documents signés en termes identiques le 5 décembre 1994, respectivement par la Biélorussie, le Kazakhstan et l'Ukraine ainsi que par les États-Unis, le Royaume-Uni et la Fédération de Russie, qui accordent des garanties d'intégrité territoriale et de sécurité à chacune de ces trois anciennes républiques socialistes soviétiques (RSS) en échange de leur ratification du traité sur la non-prolifération des armes nucléaires (TNP). En 2009, les États-Unis et la Russie confirment la validité de ces trois mémorandums.
Lors de la crise de Crimée de 2014, l'Ukraine se réfère à ce mémorandum pour rappeler à la Russie qu'elle s'est engagée à respecter les frontières ukrainiennes, et aux autres signataires qu'ils en sont garants. Le texte du memorandum dispose : "... 1. La Fédération de Russie, le Royaume-Uni de Grande-Bretagne et d’Irlande du Nord et les États-Unis d’Amérique réaffirment leur engagement envers l’Ukraine, conformément aux principes énoncés dans l’Acte final de la Conférence sur la sécurité et la coopération en Europe, de respecter son indépendance et sa souveraineté, ainsi que ses frontières existantes.". La Fédération de Russie a donc l'obligation de respecter l'indépendance et la souveraineté de l'Ukraine, ainsi que ses frontières existantes, mais n'oblige pas les États signataires à une intervention.

## Contexte
Lorsque l'Union soviétique disparaît le 31 décembre 1991, quatre anciennes RSS devenues indépendantes possèdent sur leur sol des armes nucléaires : la Russie, qui en détient le plus grand nombre, mais aussi la Biélorussie, le Kazakhstan et l'Ukraine. Cette situation préoccupe les États-Unis et les autres grandes puissances qui veulent à tout prix éviter une extension du nombre de pays détenteurs de l'arme nucléaire.
Les États-Unis entament alors conjointement avec la Russie un processus de négociations qui aboutit le 23 mai 1992 à la signature du protocole de Lisbonne par lequel la Biélorussie, le Kazakhstan et l'Ukraine renoncent à la possession d'armes nucléaires et s'engagent à rejoindre le traité sur la non-prolifération des armes nucléaires (TNP).
L'Ukraine, et dans une moindre mesure les deux autres anciennes RSS, souhaitent cependant obtenir des contreparties sur le plan financier comme sur celui de leur sécurité, ce qui retarde la mise en œuvre effective du protocole de Lisbonne.
L'accord définitif trouvé entre les parties fin 1994 est concrétisé à l'occasion du sommet de la CSCE qui se tient à Budapest les 5 et 6 décembre 1994. Les trois mémorandums relatifs aux garanties de sécurité dans le cadre de l’adhésion des trois anciennes RSS au traité sur la non-prolifération des armes nucléaires sont signés à Budapest le 5 décembre. Ils sont applicables dès leur signature. En droit international public, ces textes sont des traités déposés auprès du Secrétariat de l'ONU. Ce même jour, l'Ukraine ratifie le TNP, que la Biélorussie et le Kazakhstan avaient déjà ratifié.
L'Ukraine, qui était alors 3ème puissance nucléaire mondiale, cède ainsi à la Russie 176 missiles intercontinentaux et 1500 ogives nucléaires.

## Ukraine
- Mémorandum relatif aux garanties de sécurité dans le cadre de l’adhésion de l’Ukraine au Traité sur la non-prolifération des armes nucléaires. Budapest, 5 décembre 1994[7] :

« 1. La fédération de Russie, le Royaume-Uni de Grande-Bretagne et d’Irlande du Nord et les États-Unis d’Amérique réaffirment leur engagement envers l’Ukraine, conformément aux principes énoncés dans l’Acte final de la Conférence sur la sécurité et la coopération en Europe, de respecter son indépendance et sa souveraineté ainsi que ses frontières existantes.
2. La fédération de Russie, le Royaume-Uni de Grande-Bretagne et d’Irlande du Nord et les États-Unis d’Amérique réaffirment leur obligation de s’abstenir de recourir à la menace ou à l’emploi de la force contre l’intégrité territoriale ou l’indépendance politique de l’Ukraine, et qu’aucune de leurs armes ne soit utilisée contre l’Ukraine, si ce n’est en légitime défense ou d’une autre manière conforme aux dispositions de la Charte des Nations Unies.
3. La Fédération de Russie, le Royaume-Uni de Grande-Bretagne et d’Irlande du Nord et les États-Unis d’Amérique réaffirment, conformément aux principes énoncés dans l’Acte final de la Conférence sur la sécurité et la coopération en Europe, leur engagement envers l’Ukraine de ne pas recourir à la coercition économique afin de subordonner à leur propre intérêt l’exercice par l’Ukraine des droits inhérents à sa souveraineté et d’en tirer un avantage quelconque.
4. La Fédération de Russie, le Royaume-Uni de Grande-Bretagne et d'Irlande du Nord et les États-Unis d'Amérique réaffirment leur engagement de demander au Conseil de sécurité de l'Organisation des Nations Unies d'intervenir immédiatement pour venir en aide à l'Ukraine, en tant qu'État non doté d'armes nucléaires partie au Traité sur la non-prolifération des armes nucléaires, si celle-ci faisait l'objet d'une agression ou d'une menace d'agression faisant appel à l'arme nucléaire.
(...)
6. L’Ukraine, la fédération de Russie, le Royaume-Uni de Grande-Bretagne et d’Irlande du Nord et les États-Unis d’Amérique se consulteront dans le cas où une question se poserait au sujet des engagements énoncés ci-dessus.
Le présent Mémorandum est applicable dès sa signature. »

— Signé en quatre exemplaires faisant également foi en langues ukrainienne, anglaise et russe. Budapest, le 5 décembre 1994

## Contenu de l'accord
Le mémorandum stipule que la Russie, les États-Unis et le Royaume-Uni s'engagent, en contrepartie de l'adhésion de l'Ukraine (ou de la Biélorussie, ou du Kazakhstan) au Traité sur la non-prolifération des armes nucléaires et de l'achèvement du transfert de son arsenal nucléaire à la Russie, à :
1. Respecter l'indépendance et la souveraineté ukrainienne dans ses frontières actuelles.
2. S'abstenir de toute menace ou usage de la force contre l'Ukraine, si ce n'est en défense légitime ou d'une autre manière conforme aux dispositions de la Charte des Nations unies.
3. S'abstenir d'utiliser la pression économique sur l'Ukraine en vue d'influencer sa politique.
4. Demander l'aval du Conseil de sécurité des Nations unies si des armes nucléaires sont utilisées contre l'Ukraine.
5. S'abstenir d'utiliser des armes nucléaires contre l'Ukraine.
6. Consulter les autres parties prenantes si des questions se posent au sujet de ces engagements[8].

Ce mémorandum est officiellement transmis le 7 décembre 1994 par les quatre États signataires au secrétaire général des Nations unies en vue de sa communication à l'Assemblée générale des Nations unies.
La Chine et la France ne se sont pas associées aux signataires, n'ayant donné que des engagements séparés.

## Déclaration commune des États-Unis et de la Russie à l'expiration du traité Start
Les États-Unis et la Russie publient une déclaration commune le 4 décembre 2009, jour d'expiration du traité Start de réduction des armes stratégiques, qui confirme que les garanties de sécurité figurant dans les mémorandums de Budapest signés avec l'Ukraine, la Biélorussie et le Kazakhstan demeurent valables au-delà de cette date :

« Le respect par ces États de leurs obligations au titre du protocole au traité START du 23 mai 1992 (protocole de Lisbonne) et leur adhésion au TNP en tant qu'États non dotés d'armes nucléaires ont renforcé leur sécurité, ce qui s'est traduit, entre autres, dans les mémorandums de Budapest du 5 décembre 1994. À cet égard, les États-Unis d'Amérique et la fédération de Russie confirment que les assurances consignées dans les mémorandums de Budapest resteront en vigueur après le 4 décembre 2009. »

## Compléments